# Acanthodactylus erythrurus
Espèce
Synonymes
- Lacerta erythrura Schinz, 1833
- Acanthodactylus vulgaris Duméril & Bibron, 1839
- Acanthodactylus bellii Gray, 1845
- Acanthodactylus vulgaris var. atlanticus Boulenger, 1918

Statut de conservation UICN

 LC  : Préoccupation mineure
Acanthodactylus erythrurus est une espèce de sauriens de la famille des Lacertidae.

## Répartition

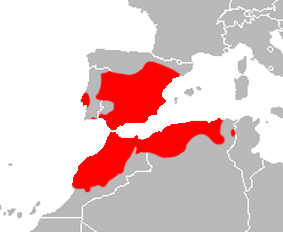
Distribution dAcanthodactylus erythrurus

Cette espèce se rencontre en Algérie, au Maroc, à Gibraltar, en Espagne et au Portugal.

## Description
C'est un lézard ovipare, qui pond des séries de 3 à 7 œufs. Il mesure entre 18 et 20 cm.

## Liste des sous-espèces
Selon The Reptile Database (6 décembre 2012) :
- Acanthodactylus erythrurus atlanticus Boulenger, 1918
- Acanthodactylus erythrurus belli Gray, 1845
- Acanthodactylus erythrurus erythrurus (Schinz, 1833)

## Taxinomie
La sous-espèce Acanthodactylus erythrurus lineomaculatus a été élevée au rang d'espèce sous le nom de Acanthodactylus lineomaculatus.

## Publications originales
- Boulenger, 1918 : Sur les lézards du genre Acanthodactylus Wieg. Bulletin de la Société zoologique de France, vol. 43, p. 143-155 (texte intégral).
- Gray, 1845 : Catalogue of the specimens of lizards in the collection of the British Museum, p. 1-289 (texte intégral).
- Schinz, 1833 : Naturgeschichte und Abbildungen der Reptilien. Wiedmann, Leipzig, p. 1-240 (texte intégral).